# Echthistatodes brunneus
Echthistatodes brunneus är en skalbaggsart som beskrevs av J. Linsley Gressitt 1938. Echthistatodes brunneus ingår i släktet Echthistatodes och familjen långhorningar. Inga underarter finns listade i Catalogue of Life.